# Terminalia hararensis
Terminalia hararensis là một loài thực vật thuộc họ Combretaceae. Đây là loài đặc hữu của Ethiopia.